# Torrijo del Campo (kommunhuvudort)
Torrijo del Campo är en kommunhuvudort i Spanien.   Den ligger i provinsen Provincia de Teruel och regionen Aragonien, i den östra delen av landet, 200 km öster om huvudstaden Madrid. Torrijo del Campo ligger 927 meter över havet och antalet invånare är 540.
Terrängen runt Torrijo del Campo är platt västerut, men österut är den kuperad. Torrijo del Campo ligger nere i en dal. Runt Torrijo del Campo är det mycket glesbefolkat, med 2 invånare per kvadratkilometer. Närmaste större samhälle är Monreal del Campo, 4,4 km söder om Torrijo del Campo. 